# رودني أنتوي
رودني أنتوي (بالهولندية: Rodney Antwi)‏ (3 نوفمبر 1995 بهولندا - ) هو لاعب كرة قدم هولندي في مركز الهجوم. لعب مع نادي أوترخت.

## روابط خارجية
- رودني أنتوي على موقع قاعدة بيانات كرة القدم.إي يو (الإنجليزية)
- رودني أنتوي على موقع Soccerway.com (الإنجليزية)
- رودني أنتوي على موقع عالم كرة القدم.نت (الإنجليزية)